# Bruno Bellamy
Pour les articles homonymes, voir Bellamy.
Bruno Bellamy, né le 18 décembre 1964 à Blois, est un illustrateur et un dessinateur de bande dessinée, auteur des « Bellaminettes », des pin-ups.

## Biographie
Bruno Bellamy dessine, entre 1993 et 1997, les trois albums de la série Sylfeline (Dargaud) avec la participation de Marc Bati pour les textes.
Il collabore avec le magazine de jeu de rôle Casus Belli ainsi que de nombreuses autres revues pour la plupart informatiques, dont ST Magazine, spécialisé dans l'actualité matériel et logiciel de la famille d'ordinateur personnel Atari ST. Il est l'un des principaux illustrateurs du mouvement français du logiciel libre à ses débuts. Ses dessins paraissent notamment dans GNU/Linux Magazine France, Linux Pratique et les publications d'ACBM telles que Le Virus informatique, Les Puces informatiques, Pirates Mag'. Il dessine des pochettes de DVD, notamment pour le DemoLinux de Roberto Di Cosmo, et il est aussi le graphiste de la société Linbox à l'époque de sa création par Jean-Pierre Laisné. Il est le dessinateur de la mascotte des traducteurs de Mozilla en français.
Il contribue régulièrement et depuis le début au magazine Le Virus informatique ainsi que pour Les Puces informatiques, tous deux des éditions ACBM.
Il lance la série Showergate en 2007 avec le premier volume intitulé La Reine Sombre,. Le deuxième volume de la série intitulé La Petite Marchande de lunettes ayant été abandonné par son éditeur, Bruno Bellamy en publie une version résumée dans son deuxième sketchbook,.
En 2014, il se lance dans l'autoédition et publie Romance de Mars, recueil papier de tous les épisodes de la bande dessinée diffusée sur son blog depuis mars 2012,.
Il est le dessinateur de Pétale de Lotus, mascotte du magazine Lotus Noir, et de Manon et Scarlett, mascottes du magazine Mana rouge.
Bruno Bellamy a dessiné deux cartes (Manon Mt et Scarlett Mt) pour le jeu Urban Rivals, un jeu de cartes à collectionner massivement multijoueur.